# Carl Holten (fysiker)
 Der er flere personer med dette navn, se Carl Holten.
Carl Valentin Holten (født 18. maj 1818 i København, død 1. december 1886 sammesteds) var en dansk fysiker, som var direktør for Polyteknisk Læreanstalt og rektor for Københavns Universitet.

## Karriere
Efter at have været i smedelære i Frederiksværk gik han i 1837 til Den polytekniske Læreanstalt, hvor han i 1841 blev kandidat (mekaniker). Kort efter blev han assistent hos H.C. Ørsted, kom til at hjælpe denne ved fysiske forsøg og holdt tillige forelæsninger i Selskabet for Naturlærens Udbredelse. I 1846 fik han Videnskabernes Selskabs sølvmedalje for en afhandling om tidevand ved Bandholm, og 1847 blev han konstitueret som docent i matematik ved Polyteknisk Læreanstalt. For at kunne blive ansat ved Universitetet tog han i 1849 en "konferens", hvorved han blev student (hvilket var et krav ved universitetsansættelse), og samme år blev han ekstraordinær docent i fysik ved Københavns Universitet. Fra 1852 var han ordinær professor. I 1850 blev han tillige lærer ved Den kongelige militære Højskole og i 1857 lærer i fysik ved Polyteknisk Læreanstalt. Samtidig blev han medlem af anstaltens bestyrelse, og 1872-1883 var han dens direktør. 1877-78 var Holten desuden rektor for Københavns Universitet.
Han var afgjort praktisk anlagt, besad stor instrumentkundskab og var en dygtig eksperimentator. Dette i forbindelse med hans store evner som foredragsholder gjorde ham til en særdeles dygtig lærer, og hans foredrag for større kredse som i Industriforeningen og Arbejderforeningen af 1860 påskønnedes meget.

## Hæder
1860 blev Holten medlem af Videnskabernes Selskab. 1866-86 var han formand for Selskabet for Naturlærens Udbredelse, og efter C.V. Rimestads død blev han 1879 formand for Arbejderforeningen af 1860. Endvidere var han en kortere tid (1852-53) formand for Industriforeningen, og han var medstifter af Foreningen Fremtiden. Holten blev Ridder af Dannebrogordenen 1858, Dannebrogsmand 1872 og Kommandør af 2. grad 1879.

## Skrifter
Hans litterære virksomhed var ikke stor: en række afhandlinger af ham, især om meteorologiske og klimatologiske emner, blev trykte i Videnskabernes Selskabs Skrifter. Han har skrevet to bøger, nemlig Lysets Naturlære fra 1861, der må betragtes som hans hovedværk, og den i sin tid meget læste Læren om Naturens almene Love fra 1857 (8. udgave 1884).
Han er begravet på Assistens Kirkegård.

## Gengivelser
- Xylografi 1869 og 1872
- Xylografi af Georg Pauli 1877, endvidere 1881, 1885, efter dette xylografi 1888, endvidere to 1886
- Litografi 1887 og efter dette 1889
- Buste af Theobald Stein 1872
- Buste af Aksel Hansen (Danmarks Tekniske Universitet)
- Portrætmaleri af Bertel Hansen-Svaneke 1936 (Arbejderforeningen af 1860)
- Fotografier af Budtz Müller og Georg Rosenkilde (Det Kongelige Bibliotek)